# Ulises Hadjis
Ulises Hadjis (Maracaibo, Venezuela, 24 de octubre de 1982) es un cantautor venezolano nominado a los Premios Grammy Latinos en el 2012 en las categorías Mejor Nuevo Artista, Mejor Álbum Alternativo y Mejor Canción Rock, y luego nominado otro par de veces como productor en el 2018 por su trabajo con El David Aguilar. Aparte de ser músico, se graduó de sociología y más recientemente obtuvo una maestría en filosofía que son factores contribuyentes en todas sus canciones. El artista cree que “el subconsciente juega un papel muy importante en el proceso creativo de todos los artistas”. Su álbum Pavimento, lanzado el 26 de mayo de 2015, fue producido por el ganador del Grammy Andrés Levin.
En el 2018 publica Dónde, un disco a dúo con el exlíder de Los amigos invisibles Cheo Pardo. En el 2021 publica El Mundo y la Nada, en la discográfica Cósmica Artists. En 2024, forma parte de la banda Zona en Reclamación junto con Cynthia Blanco y Heberto Añez Novoa.

## Biografía
Ulises Hadjis nació en Maracaibo, Estado Zulia. Durante su niñez aprendió a tocar batería y guitarra gracias a sesiones de 6 a 8 horas diarias autoimpuestas. A los 17 años fue el baterista de la banda de ska Julia, con la cual grabó su primer LP.
En 2006 participó en la banda Furia De Buzo Ciego con la cual graba el disco homónimo en 2007.
En el 2008, Hadjis lanzó su primer álbum como solista, titulado Presente, aclamado por varios críticos, incluyendo la revista Rolling Stone Latin America, dándole una calificación de 4 estrellas.
Hadjis lanzó su segundo álbum Cosas Perdidas en el 2012. Este trabajo le hizo merecedor de tres nominaciones a los Premios Grammy Latinos. Con estos reconocimientos, fue invitado a varios festivales influyentes en Latinoamérica y España.
Luego de tres años de giras y de mudarse permanentemente de Venezuela a México, Hadjis lanzó su tercer álbum Pavimento en el 2015, producido por el ganador del Grammy Andrés Levin. El álbum fue promocionado con una gira de varias fechas alrededor de Estados Unidos, Colombia y Ecuador. El primer sencillo del álbum, Consecuencias y Reclamos, fue elegido como una de las mejores canciones del 2015 por NPR.

## Discografía

### Con Zona en Reclamación
- 2024: Todo en un Instante

### Con Julia
- 2003: Combo Tropical Contemporáneo

### Con Furia De Buzo Ciego
- 2007: Furia De Buzo Ciego

### Álbumes de estudio
- 2021: El Mundo y la Nada
- 2018: Dónde
- 2015: Pavimento
- 2012: Cosas Perdidas
- 2008: Presente

### Sencillos
- 2015: En Algún Momento
- 2015: Consecuencias y Reclamos
- 2014: Si No Te Vas Mañana (Llévatelo Todo) (con Samantha Dagnino)
- 2014: Lo Haré (con Denise Gutiérrez de Hello Seahorse!)
- 2013: Diciembre
- 2013: Aquella Ciudad (con Juan Manuel Torreblanca de Torreblanca (banda))
- 2012: Dónde Va
- 2009: Sin Caer
- 2009: Lunes

### Colaboraciones
- 2012: Aquella Ciudad (con Juan Manuel Torreblanca de Torreblanca (banda))
- 2012: Lo Haré (con Denise Gutiérrez de Hello Seahorse!)
- 2014: Si No Te Vas Mañana (Llévatelo Todo) (con Samantha Dagnino)
- 2015: Movimiento (con Gepe)
- 2015: Consecuencias y Reclamos (con Esteman y Juan Pablo Vega)

## Premios y nominaciones
| Año  | Trabajo nominado                     | Premio                 | Categoría                         | Resultado | Ref.   |
| ---- | ------------------------------------ | ---------------------- | --------------------------------- | --------- | ------ |
| 2012 | Ulises Hadjis                        | Premios Grammy Latinos | Mejor Nuevo Artista               | Nominado  | [ 15 ] |
| 2012 | Cosas Perdidas                       | Premios Grammy Latinos | Mejor Álbum Alternativo           | Nominado  | [ 15 ] |
| 2012 | Dónde Va                             | Premios Grammy Latinos | Mejor Canción Rock                | Nominado  | [ 15 ] |
| 2013 | Cosas Perdidas                       | Premios Pepsi Music    | Mejor Disco del Año               | Nominado  | [ 16 ] |
| 2013 | Ulises Hadjis                        | Premios Pepsi Music    | Mejor Cantautor                   | Nominado  | [ 16 ] |
| 2013 | Ulises Hadjis                        | Premios Pepsi Music    | Mejor Artista Pop                 | Nominado  | [ 16 ] |
| 2015 | Si No Te Vas Mañana (Llévatelo Todo) | Premios Pepsi Music    | Mejor Música Original de Película | Nominado  | [ 17 ] |
| 2015 | Pavimento                            | Premios Pepsi Music    | Nominado                          | Nominado  |        |